# Walter Abel
Walter Abel (ur. 6 czerwca 1898 w Saint Paul, zm. 26 marca 1987 w Essex) – amerykański aktor filmowy, teatralny i telewizyjny.

## Kariera
Studiował w Amerykańskiej Akademii Teatralnej w Nowym Jorku. Zadebiutował w 1919 na Broadwayu w sztuce Forbidden. Odznaczył się też rolami teatralnymi m.in. w spektaklach Jak wam się podoba, Żałoba przystoi Elektrze, Pożądanie w cieniu wiązów. 
W filmie zadebiutował w 1920 w produkcji The North Winds Malice. Kolejną rolę zagrał w filmie dźwiękowym Liliom w 1930. Jedną z ważniejszych w jego karierze okazała się rola D’Artagnana w pierwszej dźwiękowej wersji filmowej Trzech muszkieterów Aleksandra Dumasa (1935). Zagrał też Danny’ego Reeda w komedii muzycznej Gospoda świąteczna (1942) u boku Binga Crosby’ego i Freda Astaire’a. 
Zmarł na atak serca w wieku 88 lat.

## Filmografia

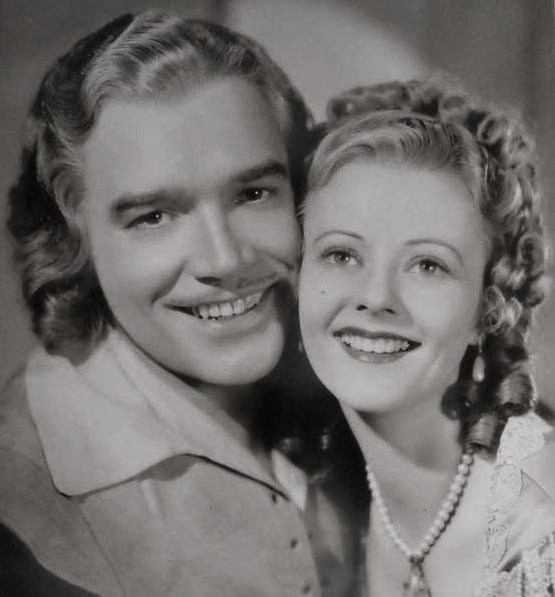
Abel i Heather Angel na fotosie z filmu Trzej muszkieterowie (1935)

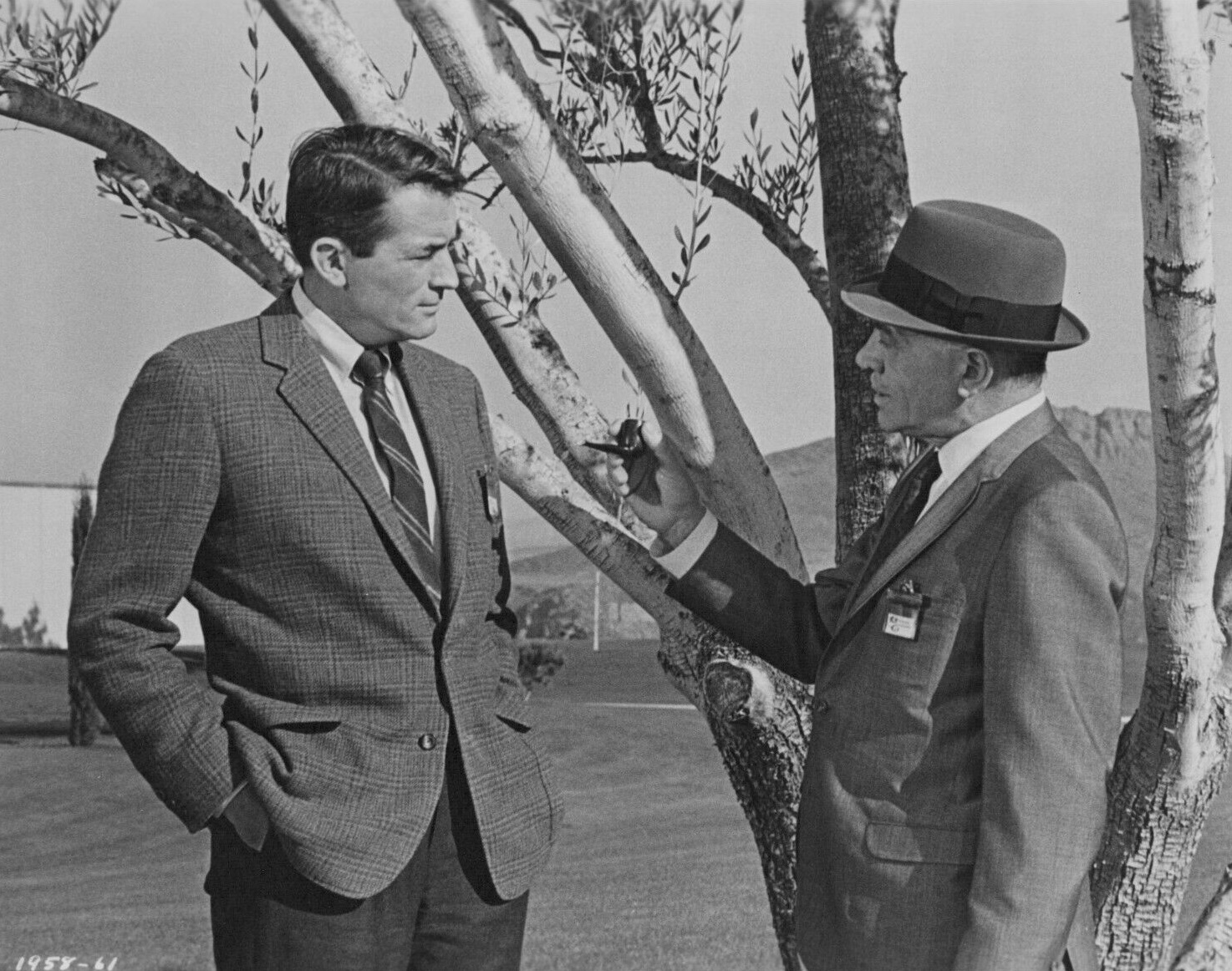
Gregory Peck i Walter Abel w filmie Miraż (1965)

Zestawienie obejmuje 92 filmy fabularne, dokumentalne i seriale telewizyjne:
- Out of a Clear Sky (1918) niewymieniony w napisach
- The North Wind’s Malice (1920) jako Tom
- Liliom (1930) jako cieśla
- Trzej muszkieterowie; 1935) jako D’Artagnan
- The Lady Consents (1936) jako Stanley Ashton
- Two in the Dark (1936) jako Ford „Jitney” Adams
- The Witness Chair (1936) jako James „Jim” Trent
- Fury (1936) jako Adams
- We Went to College (1936) jako Philip Talbot
- Second Wife (1936) jako Kenneth Carpenter Sr.
- Jestem niewinny (1936) jako prokurator okręgowy
- Portia on Trial (1937) jako Dan Foster
- Wise Girl (1937) jako Karl Stevens
- Zielony sygnał (1937) jako John Stafford
- Law of the Underworld (1938) jako Warren Rogers
- Men with Wings (1938) jako Nick Ranson
- Racket Busters (1938) jako Hugh Allison
- King of the Turf (1939) jako Robert Barnes
- First Offenders (1939) jako Gregory Stone
- Miracle on Main Street (1940) jako Jim Foreman
- Dance Girl Dance (Tańcz, dziewczyno, tańcz; 1940) jako Sędzia
- Arise, My Love (Ukaż się, moja ukochana; 1940) jako p. Phillips
- Michael Shayne, Private Detective (1940) jako Elliott Thomas
- Who Killed Aunt Maggie (Kto zabił ciotkę Maggie?; 1940) jako dr George Benedict
- Hold Back the Dawn (Złote wrota; 1941) jako inspektor Hammock
- Skylark (1941) jako George Gorell
- Glamour Boy (1941) jako Anthony J. Colder
- Beyond the Blue Horizon (1942) jako profesor Thornton
- Star Spangled Rhythm (1942) jako B.G. DeSoto
- Holiday Inn (Gospoda świąteczna; 1942) jako Danny Reed
- Wake Island (1942) jako komandor Roberts
- So Proudly We Hail! (Bohaterki Pacyfiku; 1943) jako Chaplain
- Fired Wife (1943) jako Chris McClelland
- The Last Will and Testament of Tom Smith (krótkometrażowy; 1943) jako Jack-lotnik, narrator
- An American Romance (1944) jako Howard Clinton
- Mr. Skeffington (Pan Skeffington; 1944) jako George Trellis
- Za wami, chłopcy (1944) jako on sam
- The Hitler Gang (1944) jako głos narratora
- The Affairs of Susan (1945) jako Richard Aiken
- Kiss and Tell (1945) jako Harry Archer
- Duffy’s Tavern (1945) jako reżyser
- The Kid From Brooklyn (1946) jako Gabby Sloan
- 13 Rue Madeleine (1946) jako Charles Gibson
- Variety Girl (1947) jako on sam
- The Hal Roach Comedy Carnival (1947) jako Milo Terkle
- The Fabulous Joe (1947) jako Milo Terkle
- Dream Girl (1948) jako George Allerton
- That Lady In Ermine (Dama w gronostajach; 1948) jako mjr Horvath/Benvenuto
- The Philco Television Playhouse (2 odcinki serialu TV; 1948-1949) jak Macduff
- Picture in Your Mind (krótkometrażowy; 1948) jako narrator
- The Chevrolet Tele-Theatre (serial TV; 1949) jako sir Wilfred Roberts
- Masterpiece Playhouse (2 odcinki serialu TV; 1950) jako George Tesman
- The Prudential Family Playhouse (2 odcinki serialu TV; 1950-1951) jako Egbert Flound/Sam Dodsworth
- Lux Video Theatre (2 odcinki serialu TV; 1950-1953) jako ojciec/Joe Holmby
- Faith Baldwin Romance Theatre (serial TV; 1951)
- The Colgate Comedy Hour (serial TV; 1951)
- Tales of Tomorrow (4 odcinki serialu TV; 1951-1952) jako dr Allen
- Robert Montgomery Presents (2 odcinki serialu TV; 1951-1952) jako ojciec/Harry Archer
- So This Is Love (1953) jako płk. James Moore
- Island in the Sky (1953) jako płk. Fuller
- The Ford Television Theatre (serial TV; 1953)
- Night People (Ciemne sprawki; 1954) jako Major Foster
- Ethel and Albert (serial TV; 1954) jako Gilbert
- Studio One (serial TV; 1954) jako juror #4
- Armstrong Circle Theatre (serial TV; 1954)
- The Red Buttons Show (serial TV; 1954)
- The Indian Fighter (Indiański wojownik; 1955) jako kpt. Trask
- Playwrights '56 (serial TV; 1955) jako dr Harmon
- The Steel Jungle (1956) jako Warden Bill Keller
- Climax! (serial TV; 1956) jako Stewart
- On Trial (serial TV; 1956)
- Playhouse 90 (2 odcinki serialu TV; 1956-1958) jako p. Wayde
- Bernardine (1957) jako p. Beaumont
- Raintree County (W poszukiwaniu deszczowego drzewa; 1957) jako T.D. Shawnessy
- The 20th Century-Fox Hour (serial TV; 1957) jako McKinley
- Kraft Television Theatre (serial TV; 1957)
- Handle With Care (1958) jako prof. Bowdin
- Suspicion (serial TV; 1958) jako mjr Harvey Denbrow
- Play of the Week (serial TV; 1960) jako inspektor
- The Defenders (serial TV; 1963) jako Ben Burke
- The Farmer's Daughter (serial TV; 1963) jako gen. Todd
- The Confession (1964) jako złodziej
- East Side/West Side (serial TV; 1964) jako Brewer Bradford
- Miraż (1965) jako Charles Stewart Calvin
- Israel: The Story of the Jewish People (krótkometrażowy; 1965) jako narrator
- Quick Let's Get Married (1966) jako złodziej
- Seaway (serial TV; 1966) jako Goddard Borglun
- Bob Hope Presents the Chrysler Theatre (serial TV; 1966) jako Reynard Pitney
- The Man Without a Country (1974) (film TV) jako płk. A.B. Morgan
- Silent Night, Bloody Night (Cicha noc, krwawa noc; 1974) jako mjr Adams
- The American Woman: Portraits of Courage (dokumentalny film TV) jako sędzia
- Israel: The Story of the Jewish People (krótkometrażowy; 1979) jako narrator
- Grace Quigley (1984) jako Homer Morrison